# 天下第一武道会
天下第一武道会（日语：天下一武道会）是鸟山明漫画作品《七龙珠》中的虚构格斗比赛。
从24届天下第一武道会开始，设置少年组比赛，26届时取消。

## 历届成绩

### 第21届武道会
Age750年5月7日举行，参赛选手137人。
- 冠军：成龙（真实身份为龟仙人）；亚军：孙悟空
- 冠军奖金：50万索尼
- 决赛：成龙对悟空
- 半决赛：克林对成龙、南无对悟空
- 八强赛：克林对野蛮人、乐平对成龙、南无对兰芳、基南对悟空

### 第22届武道会
Age753年5月7日举行，参赛选手182人，決賽時期天津饭摧毀武道會擂台。
- 冠军：天津饭；亚军：孙悟空
- 冠军奖金：50万索尼
- 决赛：天津饭对悟空
- 半决赛：天津饭对成龙、克林对悟空
- 八强赛：乐平对天津饭、成龙对人狼、克林对饺子、泡芙对悟空

### 第23届武道会
Age756年5月7日举行，参赛选手72人，孙悟空在此届大会后与琪琪结婚，决赛時期比克摧毀整座武道会。
- 冠军：孙悟空；亚军：比克
- 决赛：悟空对比克
- 半决赛：天津饭对悟空、比克对仙（神）
- 八强赛：桃白白对天津饭、琪琪对悟空、比克对克林、仙对乐平

### 第24届武道会
Age767年5月7日举行。
- 成人组冠军：撒旦先生
- 少年组冠军：维黛儿

### 第25届武道会
Age774年5月7日举行，少年组参赛选手35人、成人组参赛选手194人，预赛改为拳击机测试力量，决赛由撒旦贿赂人造人18号获得冠军，赛後貝吉塔殺死武道会上一部分觀眾（後來用地球龍珠許願復活）。
- 成人组冠军：撒旦先生；亚军：人造人18号
- 少年组冠军：特兰克斯；亚军：孙悟天
- 冠军奖金：1000万索尼；亚军奖金：500万索尼

### 第28届武道会
Age784年5月7日举行，参赛选手：114人。孙悟空在比赛场上将魔人布欧的转世-欧布带走修炼。
- 冠军：不明
- 十二强赛：小芳对猛血虎，悟空对欧布，公鸡队长对奇洛，布欧对悟天，特兰克斯对爱南基路，洛克对贝吉塔